# Unichowo
Unichowo (kaszub. Ùnichòwò; niem. Wundichow) – stara wieś kaszubska w Polsce, położona w województwie pomorskim, w powiecie bytowskim, w gminie Czarna Dąbrówka, na północno-wschodnim obrzeżu Parku Krajobrazowego Dolina Słupi, przy skrzyżowaniu drogi wojewódzkiej nr  z drogą wojewódzką nr .
W latach 1975–1998 wieś administracyjnie należała do województwa słupskiego.
Wieś stanowi sołectwo gminy Czarna Dąbrówka.

## Historia
Unichowo, nazywane także Wunichowo (w niemieckim brzmieniu Wundichow), wieś i dobra rycerskie w Pomeranii, nad Słupią, między jeziorami: Głębokim (Glambock) i Szotowskim (Schattofske) w ówczesnym powiecie słupskim. Około 1885 roku wieś i dobra posiadały własną stację pocztową i telegraficzną. W końcu XIX wieku krzyżowały się tu drogi kolei lęborsko-bytowskiej i słupsko-bytowskiej. Cytując za słownikiem„Okolica falista, gleba gliniasta i choć piaszczysta, jednak urodzajna; są także nawodnione łąki i znaczne lasy; hodowla owiec rasy Rambouillet i świni rasy Lincoln, karpiarnia”.
W roku 1885 wieś obejmowała 292 ha licząc 148 mieszkańców (ewangelików), zaś dobra rycerskie posiadały 764 ha gruntów i 198 mieszkańców w tym: 190 katolików i 8 ewangelików. Dobra te nabył w roku 1885 von der Marwitz z Nożyna za kwotę 55000 talarów (wiadomość za: „Zur Gesch. der Familie v. der Marwitz”, s. 74 i „Das Reichspostgebiet”, Berlin, 1878, s. 178).